# 同志社女子大学
同志社女子大学（どうししゃじょしだいがく、英語: Doshisha Women's College of Liberal Arts）は、京都府京田辺市興戸に本部を置く私立大学である。1876年に創立され、1949年に大学を設置した。略称として同女（どうじょ）、同女大（どうじょだい）、DWCLAが用いられる。

## 概観

### 大学全体
同志社英学校（現・同志社大学）を創立した新島襄によって1876年に開設された女子塾を起源とする。旧制女子専門学校を経て、第二次世界大戦後の学制改革に伴って1949年にプロテスタント系の女子大学として設置された。新制大学設立準備委員長として、1929年から同志社に奉職していた女性教授エスター・ローウェル・ヒバードがカリキュラムを立案し、初代学長にも就任した。6学部11学科5研究科の構成である。
キャンパスは京都郊外の関西学研都市エリア内に広大な敷地を持つ京田辺キャンパスと、京都市中心部に位置する今出川キャンパスの2ヶ所がある。今出川キャンパスの敷地は京都御所の北隣に位置し、明治時代初期までは伏見宮家（皇族）と二条家（五摂家の1つ）の邸宅が建っていた由緒ある土地である。

### 建学の精神
1949年2月17日に制定した『同志社女子大学学則』では、「キリスト教主義」を基本に、「国際主義」、「リベラル・アーツ」を教育理念として定めている。

### 教育および研究
リベラル・アーツを教育の柱に据えており、大学の英称も「Doshisha Women's College of Liberal Arts（略称：D.W.C.L.A.）」とした。
専門分野の研究はもちろん、他学科科目も履修可能な柔軟なカリキュラム構成をとっており、幅広い教養を身につけ社会で活躍できる女性の育成をめざしている。
近年では管理栄養士、薬剤師、小学校教員採用試験においても、全国トップクラスの合格率を誇っている。また、2015年に新設された看護学部は、組織の連続性はないものの、1886年に京都看病婦学校・同志社病院を開設した新島襄の「遺志を受け継ぐもの」とされる。
2009年度から学芸学部英語英文学科と日本語日本文学科を表象文化学部として改組し、京都御所に隣接する今出川キャンパスに移転した。今出川キャンパスの周囲には宮家の1つである桂宮家本邸（桂離宮は別邸）跡や尼門跡寺院である大聖寺門跡・三時知恩寺門跡・光照院門跡など数多くの旧跡が残り、気軽に公家文化に触れられる環境である。

## 沿革

### 略歴
1876年に、京都御苑内の旧柳原邸内のJ.D.デイヴィス宅に設立された女子塾（後の同志社女学校）を前身とする。

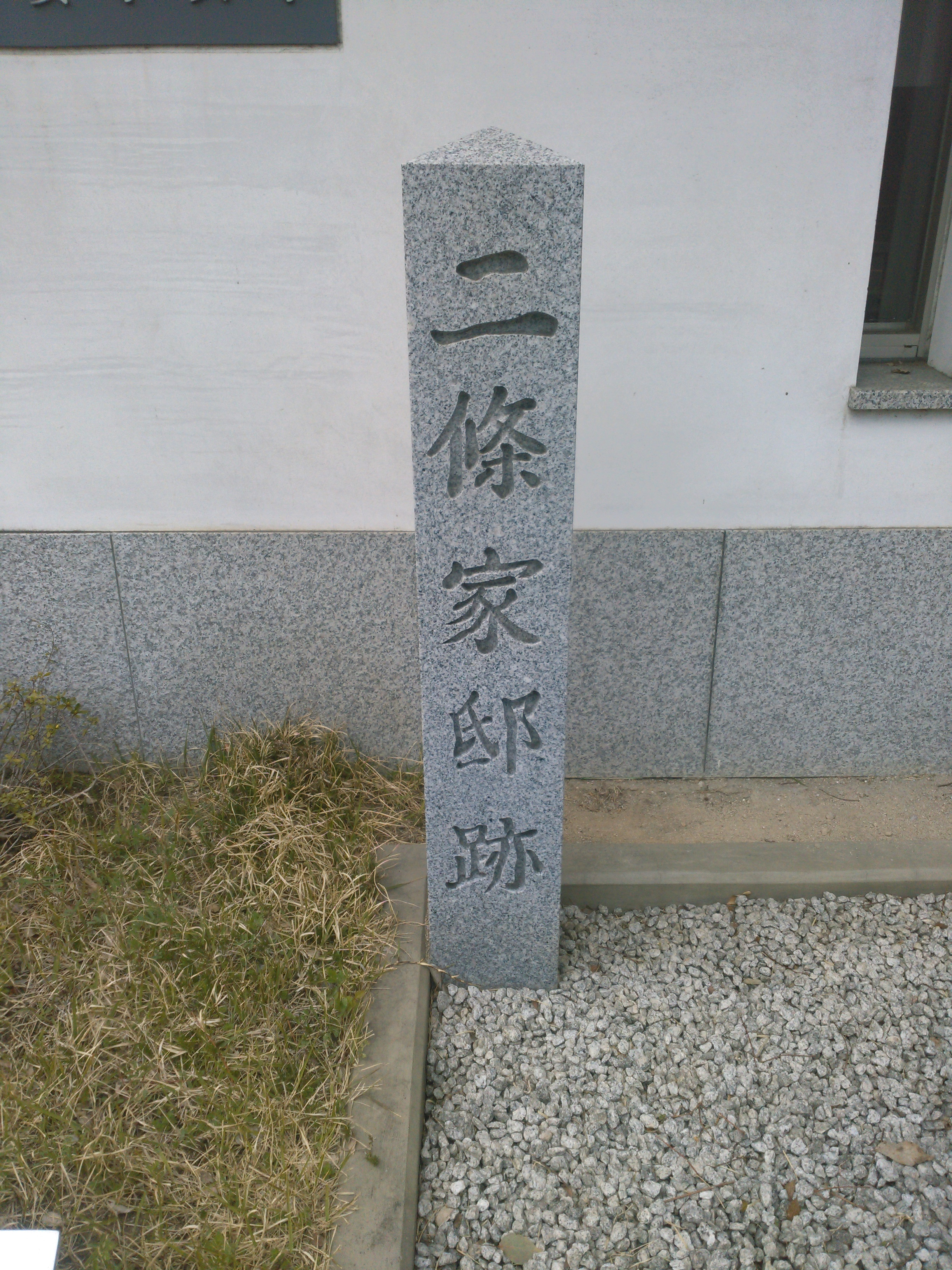
二條家邸跡石碑

開学当初は、寄宿学校であったことから「Kioto Home（京都ホーム）」と呼ばれた。
新島襄は女子教育の重要性を当時より認識しており、これが女学校設立の理由となった（当時の同志社英学校は男子学生のみを対象としていた）。新島襄、妻 新島八重、J.D.デイヴィス、A.J.スタークウェザーらが設立に関わった。1883年にスタークウェザーが帰国した後、1888年に来日したアメリカン・ボードの女性宣教師M.F.デントンの尽力により校地が広がり、後に登録有形文化財に登録される栄光館、ジェームズ館などが建てられた。1963年に、ジェームズ館や栄光館などの傍に建っていた家政館の旧館が火災で焼失したものの、ジェームズ館や栄光館などは焼失を免れた。
新学制への移行に際しては、同一法人下に男女共学の同志社大学と女子大学を並存させる必要は無いとの意見も出たが、アメリカ合衆国の五大女子大学（ウェルズリー、スミス、マウント・ホリヨーク、ヴァッサー、ブリンマー）のような特色の有るリベラル・アーツ・カレッジとして発展させたいという湯浅八郎総長の決断により4年制の新制女子大学として発足し、前述のE.L.ヒバードが初代学長に就任した。

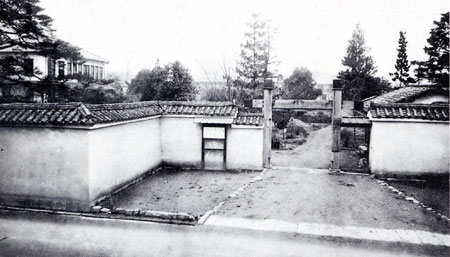
開校当初の同志社女学校正門

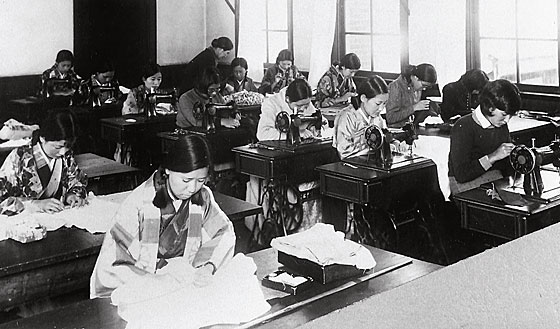
1930年洋裁の授業の様子

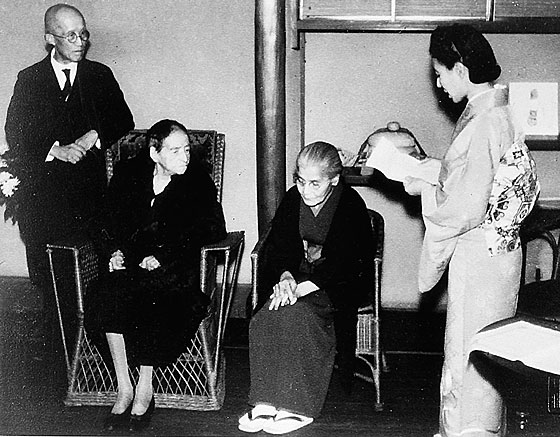
同窓会主催M.F.デントン80歳の祝会（1937年）

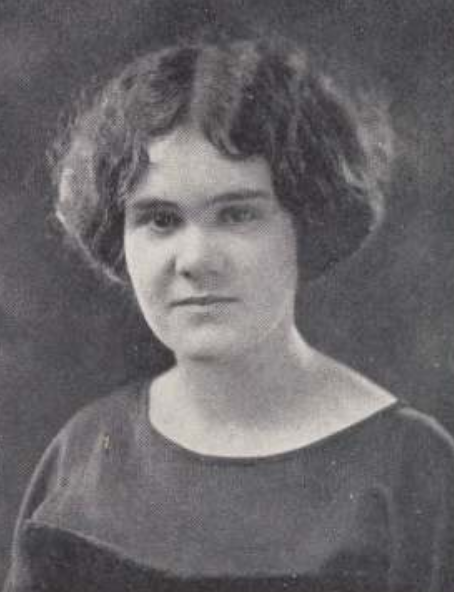
エスター・ローウェル・ヒバード

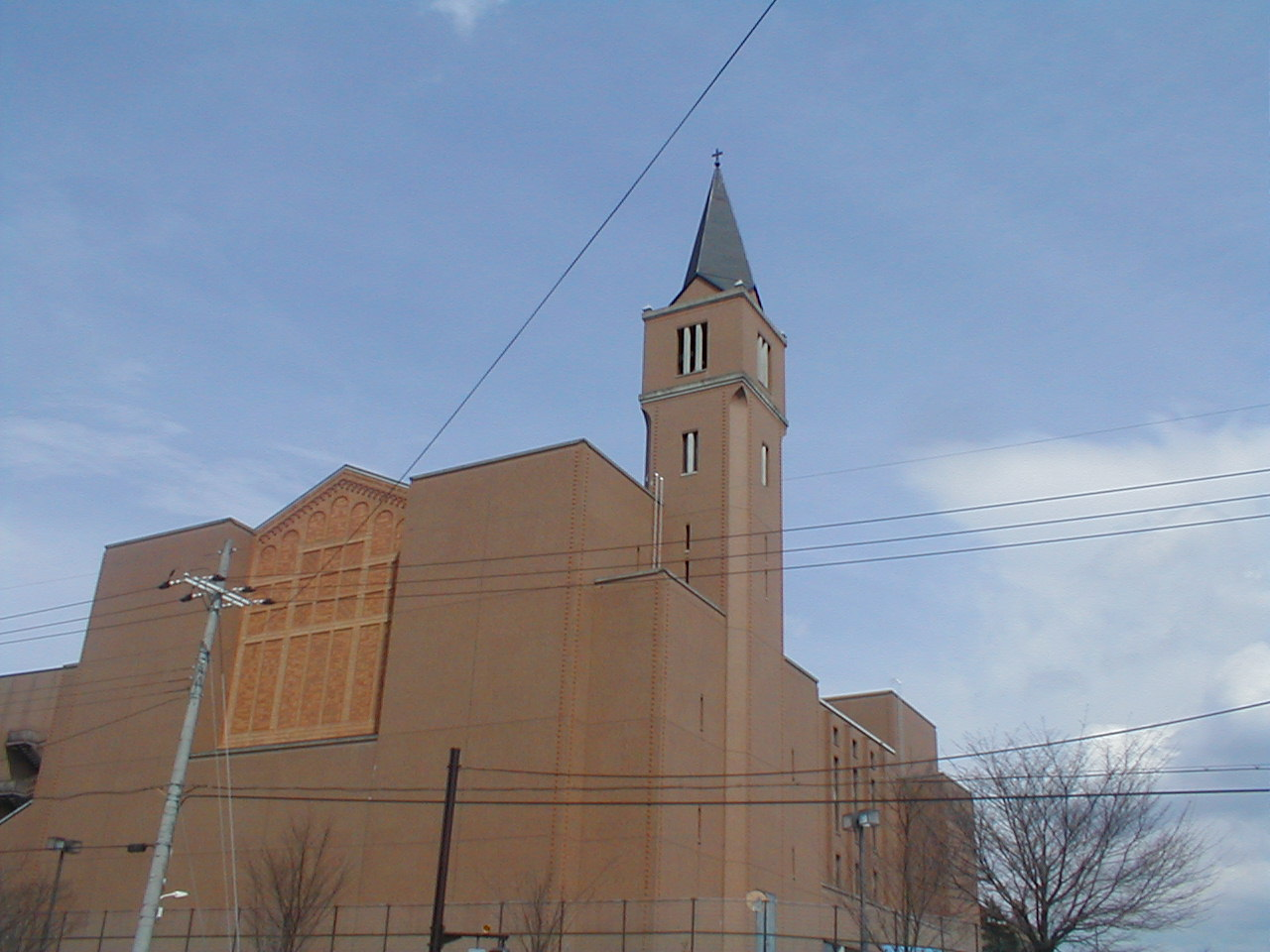
新島記念講堂

### 柳原家（設立当時の学舎）
室町時代に特に栄えた公家の日野家の分流で、公家の名門である。幕末には、柳原光愛の次女柳原愛子が明治天皇の女官となり、大正天皇を出産した。愛子は和歌の名手としても知られている。また、柳原前光の娘柳原白蓮も大正時代の有名な歌人である。
現在その敷地は、国民公園京都御苑の中にある京都迎賓館の敷地の一部となっており、今出川キャンパスから程近い場所にある。

### 年表
- 1875年（明治08年） - 新島襄が同志社英学校を開設。
- 1876年（明治09年） - 京都御苑内のJ.D.デイヴィス邸（旧柳原邸、現在の京都迎賓館の位置）でA.J.スタークウェザーが新島八重と女子塾を開所[16]。
- 1877年（明治10年） - 4月、女子塾を「同志社分校女紅場」に名称変更（校長 新島襄）。同年9月に「同志社女学校」と改称。
- 1888年（明治21年） - 同志社女学院へ改称、2年制の師範・文学・神学の専門科を設置。
- 1889年（明治22年） - 同志社女学校へ改称。
- 1901年（明治34年） - 専門学部を設置。
- 1904年（明治37年） - 専門学部を高等学部へ改称。
- 1912年（明治45年） - 高等学部を廃し、専門学校令による専門学部（英文科・家政科）を設立。
- 1914年（大正03年） - ジェームズ館竣工。
- 1924年（大正13年） - 貞明皇后行啓[17]。
- 1930年（昭和05年） - 同志社女子専門学校へ改称。
- 1932年（昭和07年） - 栄光館竣工。
- 1941年（昭和16年） - 太平洋戦争勃発。大半の外国人教員は帰国したが、M.F.デントンは日本滞在を許された。
- 1949年（昭和24年） - 同志社女子大学へ改称し、学芸学部（英文学専攻・音楽専攻・食物学専攻）を設立。エスター・ローウェル・ヒバード（英語版）が初代学長に就任。
- 1952年（昭和27年） - 旧制同志社女子専門学校廃止。
- 1963年（昭和38年） - 家政館の旧館を焼失[18]。
- 1965年（昭和40年） - 学芸学部の3つの専攻を英文学科・音楽学科・家政学科にそれぞれ改組[16]。
- 1967年（昭和42年） - 学芸学部家政学科を解消し、新たに家政学部（家政学科・食物学科）を設置[16]。
- 1986年（昭和51年） - 田辺キャンパス（現・京田辺キャンパス）を開設、短期大学部（英米語科・日本語日本文学科）を設立。
- 1989年（平成元年） - 学芸学部日本語日本文学科開設。
- 2000年（平成12年） - 現代社会学部社会システム学科開設。
- 2002年（平成14年） - 学芸学部情報メディア学科開設。
- 2003年（平成15年） - 短期大学部を廃止。
- 2004年（平成16年） - 現代社会学部現代こども学科開設。
- 2005年（平成17年） - 薬学部医療薬学科開設。
- 2006年（平成18年） - 薬学教育6年制移行により、薬学部医療薬学科を6年制に移行。
- 2007年（平成19年） - 学芸学部国際教養学科開設。
- 2009年（平成21年） - 学芸学部英語英文学科、日本語日本文学科を今出川に移転、表象文化学部英語英文学科・日本語日本文学科開設。
- 2015年（平成27年） - 看護学部看護学科開設。
- 2018年（平成30年） - 学芸学部情報メディア学科をメディア創造学科に名称変更。

## 基礎データ

### 所在地
- 今出川キャンパス：京都府京都市上京区今出川通寺町西入、北緯35度01分46.7秒 東経135度45分48.5秒）
- 京田辺キャンパス：京都府京田辺市興戸、北緯34度48分16.5秒 東経135度46分16.0秒）

### 象徴

#### 徽章

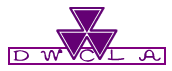
同志社女子大学の徽章

徽章は、同志社の徽章である正三角形を3つ寄せたものの下に、「D W C L A」（「Doshisha Women's College of Liberal Arts」の略）の文字を入れたマークである。

#### スクールカラー
ロイヤル・パープルと白の2色。創立者新島襄の母校、アマースト大学のスクールカラーと同色。

#### 校歌
江森國友作詞、原嘉壽子作曲。

## 教育および研究

### 組織

#### 学部
- 学芸学部
  - 音楽学科
    - 演奏専攻
    - 音楽文化専攻

  - メディア創造学科
  - 国際教養学科
- 現代社会学部
  - 社会システム学科
  - 現代こども学科
- 薬学部
  - 医療薬学科
- 表象文化学部
  - 日本語日本文学科
  - 英語英文学科
- 生活科学部
  - 人間生活学科
  - 食物栄養科学科
    - 食物科学専攻
    - 管理栄養士専攻
- 看護学部
  - 看護学科

#### 研究科
- 文学研究科
  - 英語英文学専攻
  - 日本語日本文化専攻
  - 情報文化専攻
- 国際社会システム研究科
  - 国際社会システム専攻
- 薬学研究科（2012年開設）
  - 医療薬学専攻
- 看護学研究科（2018年開設）
  - 看護学専攻
- 生活科学研究科
  - 食物栄養科学専攻
  - 生活デザイン専攻

### 専攻科
- 音楽専攻科
  - 声楽専攻
  - 鍵盤楽器専攻（ピアノ・オルガン・チェンバロ）
  - 管弦打楽器専攻

#### 附属機関
- 同志社女子大学図書館
- 教育・研究推進センター

## 学生生活

### 大学祭
大学祭は同志社大学と同様に、同志社の創立記念日である11月29日を前に3日間の前夜祭「同志社EVE」が今出川キャンパスで開かれる。
かつては同志社全学校でEVEを開催してきたが、1950年代頃より独自のEVEを開催するようになり、1962年（昭和37年）から正式の大学祭として位置づけられるようになった。

## 大学関係者と組織

### 大学関係者組織
- 同志社女子大学同窓会《Vine（ヴァイン）の会》- 2002年に発足された卒業生全員が加入している同志社女子大学の同窓会で、同志社女子大学広報課に事務局を置く。Vineとは、英語で「蔓」や「葡萄の蔓」を意味し、大学と卒業生を結ぶ「蔓」となることを希望して名付けられた。
- 同志社同窓会 - 明治26年に創設された同志社女子部諸学校の卒業生が加入する同窓会で、同志社女子大学 栄光館(今出川キャンパス)に本部を置き、国内に59支部、海外に3つの支部がある[19]。
- 同志社女子大学 栄光会 - 在学生保護者の会
- 同志社女子大学 ジェームズ会 - 卒業生保護者の会

### 大学関係者一覧
- 同志社女子大学の人物一覧

## 施設

### キャンパス

#### 京田辺キャンパス
- 使用学部：学芸学部・現代社会学部・薬学部・看護学部（2015年開設）
- 使用研究科：文学研究科情報文化専攻・国際社会システム研究科国際社会システム専攻、薬学研究科医療薬学専攻
- 使用附属施設：京田辺図書館、新島記念講堂(礼拝堂)
- 交通アクセス：片町線（学研都市線）同志社前駅、近鉄京都線興戸駅

1986年に、関西文化学術研究都市の一部に田辺キャンパスとして開設され、1999年に現名称に改称された。同志社大学京田辺キャンパスや同志社国際中学校・高等学校に隣接しており、広大な敷地を有している 。

#### 今出川キャンパス
- 使用学部：表象文化学部・生活科学部

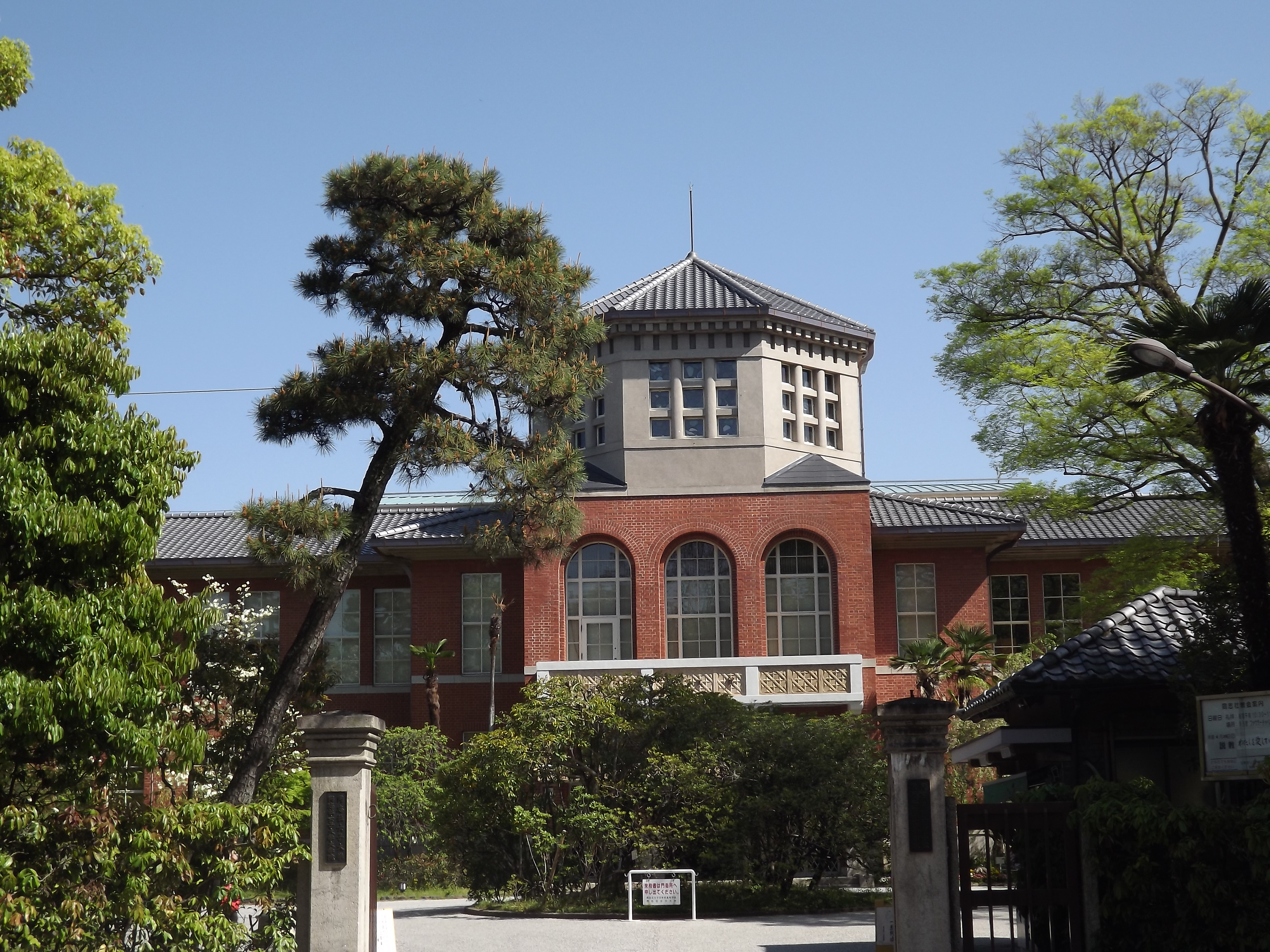
栄光館

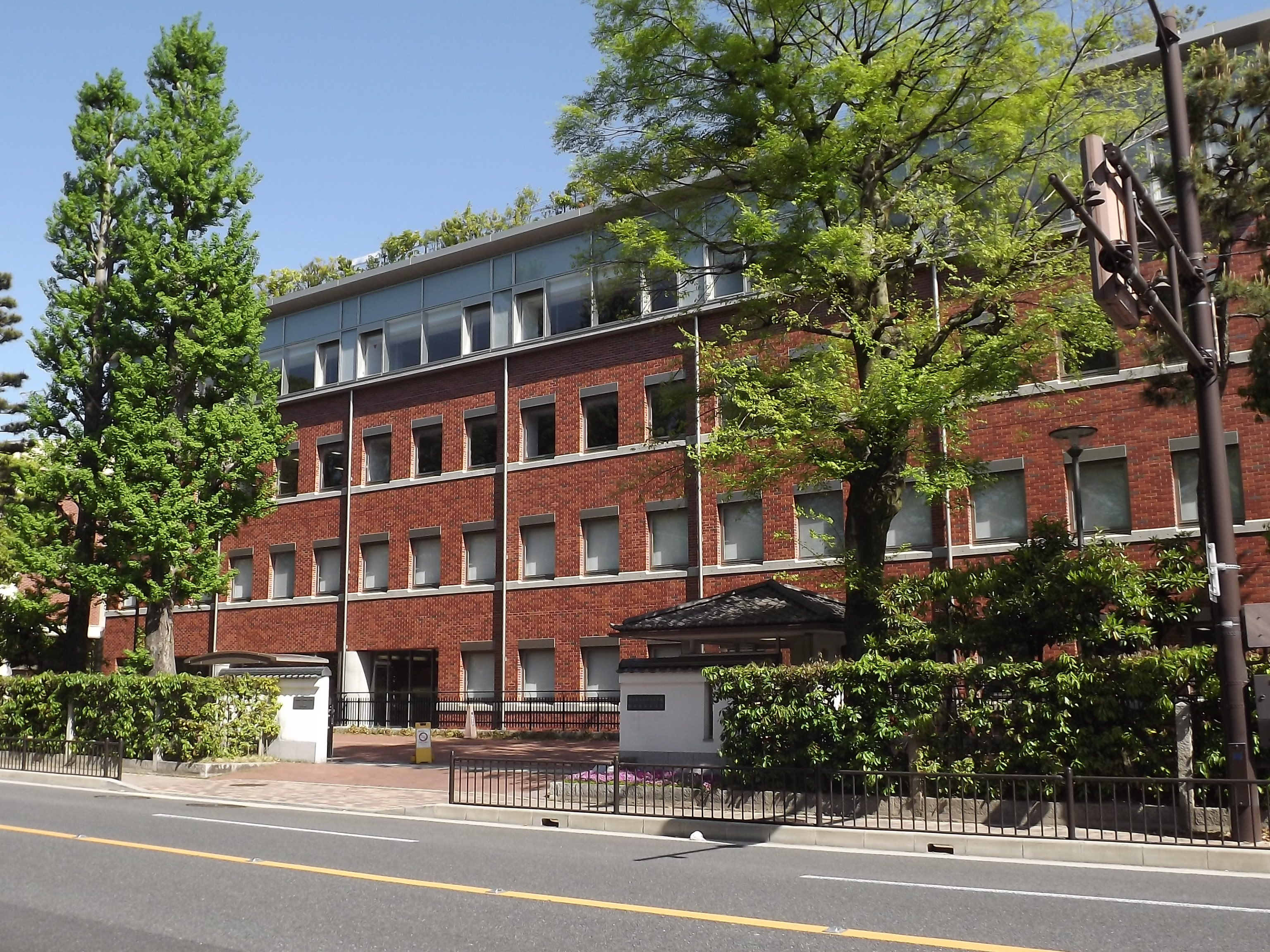
純正館

- 使用研究科：文学研究科英語英文学専攻・日本語日本文化専攻、生活科学研究科生活デザイン専攻・食物栄養科学専攻
- 使用附属施設：今出川図書館
- 交通アクセス：京都市営地下鉄烏丸線今出川駅、京阪鴨東線出町柳駅

今出川キャンパスは、同志社大学今出川キャンパスや、同志社女子中学校・高等学校、同志社幼稚園、京都御苑、相国寺に隣接している。
キャンパス内の栄光館とジェームズ館は国の登録有形文化財に登録されている。ジェームズ館は武田五一の設計で、1914年に建てられた。また、このキャンパスは伏見宮家と五摂家の1つである二条家の跡地であり、キャンパス東端には二条家屋敷の築地塀の一部が残り、東門の前には出土した礎石のひとつが展示されている。2008年に新築された純正館1階ロビーにも、二条家屋敷跡出土品展示コーナーが設けられている。

## 対外関係

### 地方自治体との協定
- 京田辺市との協定

京田辺市の地学連携事業の一環として、同志社大学や同志社国際中学校・高等学校とともに広範な分野での連携を目的とした協
- 守口市教育委員会との協定[21]

### 企業との協定
- 株式会社ANA総合研究所 [22]
- 日本航空株式会社 [23]

### 医療機関との協定
- 独立行政法人国立病院機構 南京都病院[24]
- 独立行政法人国立病院機構 京都医療センター[25]
- 淀川キリスト教病院 [26]

### 他大学との協定

#### 単位互換制度
- 同志社大学 - 2回生以上を対象に一部の科目で実施。
- 放送大学
- 大学コンソーシアム京都

#### 国内留学制度
- フェリス女学院大学
- 日本女子大学
- 金城学院大学

#### 学術交流に関する包括協定
- 奈良県立医科大学 [27]

#### 海外協定大学
- アメリカ合衆国
  - Bemidji State University (Bemidji, Minnesota)
  - Castleton University (Castleton, Vermont)
  - Chatham University (Pittsburgh, Pennsylvania)
  - Emporia State University (Emporia, Kansas)
  - Mary Baldwin University (Staunton, Virginia)
  - Millikin University (Decatur, Illinois)
  - New England College (Henniker, New Hampshire)
  - Oregon State University (Corvallis, Oregon)
  - Smith College (Northampton, Massachusetts)
  - Sweet Briar College (Sweet Briar, Virginia)
  - University of Arkansas, Fort Smith (Fort Smith, Arkansas)
  - University of California, Irvine (Irvine, California)
  - University of California, Riverside (Riverside, California)
  - University of Massachusetts Amherst (Amherst, Massachusetts)
  - University of Nebraska at Kearney (Kearney, Nebraska)
  - University of Oregon (Eugene, Oregon)
  - University of Southern California (Los Angeles, California)
  - Youngstown State University (Youngstown, Ohio)

- カナダ
  - Acadia University (Wolfville, Nova Scotia)
  - Algoma University (Sault Ste. Marie, Ontario)
  - Mount Allison University (Sackville, New Brunswick)
  - Saint Mary's University (Halifax, Nova Scotia)
  - St. Thomas University (Fredericton, New Brunswick)
  - Trent University (Peterborough, Ontario)
  - University of Alberta (Edmonton, Alberta)
  - University of Guelph (Guelph, Ontario)
  - University of Manitoba (Winnipeg, Manitoba)
  - University of Victoria (Victoria, British Columbia)
  - University of Winnipeg (Winnipeg, Manitoba)
  - Vancouver Island University (Nanaimo, British Columbia)

- イギリス
  - Lancaster University (Lancaster, England)
  - Newcastle University (Newcastle upon Tyne, England)
  - Oxford Brookes University (Oxford, England)
  - Queen's University Belfast (Belfast, Northern Ireland)
  - Royal Holloway, University of London (Surrey, England)
  - University of Bradford (Bradford, England)
  - University of East Anglia (Norwich, England)
  - University of Essex (Colchester, England)
  - University of Exeter (Exeter, England)
  - University of Leeds (Leeds, England)
  - University of Warwick (Coventry, England)

- オーストラリア
  - Deakin University (Melbourne, Geelong & Warrnambool, Victoria)
  - Griffith University (Brisbane & Gold Coast, Queensland)
  - Southern Cross University (Gold Coast, Coffs Harbour & Lismore, Queensland)
  - University of Melbourne (Melbourne, Victoria)
  - University of New South Wales (Sydney, New South Wales)
  - University of Wollongong (Wollongong, New South Wales)

- ニュージーランド
  - Victoria University of Wellington (Wellington)

- ドイツ
  - Hochschule Düsseldorf (Düsseldorf)
  - Universität des Saarlandes (Saarlandes)

- 中国
  - 北京大学（北京）
  - 西安交通大学（西安）

- 中華民国
  - 中国文化大学（台北）
  - 輔仁大学（新北）
  - 国立高雄科技大学（高雄）
  - 国立高雄大学（高雄）
  - 静宜大学（台中）
  - 東呉大学（台北）

- 韓国
  - ソウル女子大学（ソウル）
  - 誠信女子大学（ソウル）

- フィリピン
  - アテネオ・デ・マニラ大学（ケソン）
  - デ・ラ・サール大学（マニラ）
  - フィリピン大学ディリマン校（ケソン）

- ベトナム
  - 貿易大学（ハノイ）
  - ベトナム国家大学ハノイ校外国語大学（ハノイ）

- タイ
  - チュラーロンコーン大学（バンコク）
  - タンマサート大学（バンコク）

- マレーシア
  - マラヤ大学（クアラルンプール）

### 高校との協定[28]
- 大阪信愛女学院高等学校
- 梅花高等学校
- プール学院高等学校
- 大阪女学院高等学校
- 奈良県立平城高等学校
- 大阪市立工芸高等学校 (映像デザイン科)
- 奈良県立橿原高等学校
- 奈良県立高田高等学校
- 奈良市立一条高等学校
- 奈良県立奈良北高校
- 京都聖母学院高等学校
- 京都学園高等学校 (国際コース)
- 和歌山信愛高等学校
- 滋賀県立石山高校 (音楽科)
- 神戸山手女子高等学校 (音楽科)
- 大阪桐蔭高等学校
- 金城学院高等学校
- 仁川学院高等学校[29]

### 系列校
学校法人同志社が設置する諸学校は、大学を頂点とした大学附属学校の形態を取らず、独立の学校群として位置づけられている。ただし、同志社小学校、同志社国際学院初等部・国際部に限り、同志社大学の付属校である。

#### 大学
- 同志社大学

#### 中高一貫校
- 同志社中学校・高等学校
- 同志社女子中学校・高等学校
- 同志社香里中学校・高等学校
- 同志社国際中学校・高等学校

#### 小学校
- 同志社小学校
- 同志社国際学院初等部

#### 幼稚園
- 同志社幼稚園

#### 各種学校
- 同志社国際学院国際部

### 関係校
- 学校法人新島学園
  - 新島学園中学校・高等学校
  - 新島学園短期大学
- 学校法人ヴォーリズ学園
  - 近江兄弟社高等学校

## 社会との関わり

### 文化財

#### 国登録有形文化財
- 建築物
  - 同志社女子大学ジェームズ館
  - 同志社女子大学栄光館